# مليبيللا
مليبيللا (بالإسبانية: Melipilla)‏ هي مدينة في إقليم سانتياغو متروبوليتان في تشيلي.
يبلغ عدد سكانها حوالي 53,522 نسمة.

## أعلام
- فالبير هويرتا
- سباستيان سيلفا
- أرييل مارتينيز